# Fernando Rapallini
Fernando Andrés Rapallini (La Plata, 28 aprile 1978) è un arbitro di calcio argentino.

## Carriera
Il 19 giugno 2011 esordisce in Primera División, dirigendo Godoy Cruz - All Boys.
Nel 2014 viene inserito nella lista degli arbitri FIFA e il 5 giugno 2015 dirige il suo primo match da internazionale tra Cile e El Salvador.
In seguito a un programma di interscambio di arbitri tra CONMEBOL e UEFA, il 21 aprile 2021 Rapallini viene selezionato tra gli arbitri di UEFA EURO 2020. Il 17 giugno seguente, in occasione di Ucraina-Macedonia del Nord a Bucarest, diventa il primo arbitro sudamericano a dirigere un incontro di un campionato europeo. Successivamente dirige Croazia-Scozia e l'ottavo di finale Francia-Svizzera.